# Matthiola
Matthiola is een geslacht van kruidachtige planten uit de kruisbloemenfamilie (Brassicaceae) met een vijftigtal soorten.
Matthiola-soorten komen van nature voor in Europa, Azië, Afrika en de eilanden van Macaronesië. De violier (Matthiola incana) is als tuinplant in België en Nederland te vinden.

## Naamgeving en etymologie
De botanische naam Matthiola is een eerbetoon aan Pietro Andrea Matthioli (1500-1577), een Italiaanse kunstenaar en botanicus.

## Kenmerken
Matthiola-soorten zijn een-, twee- of meerjarige, kruidachtige planten, soms met een verhoutte basis. De bloemstengel is al dan niet vertakt en draagt dikwijls een wortelrozet als verspreid staande stengelbladeren. De bladeren zijn gesteeld of zittend, met een gave, getande tot veerdelige bladrand.
De bloeiwijze is een vlakke, dichtbloemige schermvormige tros. De bloem draagt vier ovale tot lijnvormige kelkblaadjes en vier langere, breed-ovale tot lijnvormige witte, gele, roze, purperen, violette of bruine kroonblaadjes met een duidelijk afgescheiden nagel. Tussen de kroonblaadjes staan vier lange en twee kortere meeldraden met lijnvormige helmknoppen met stompe top. Aan de basis van de meeldraden bevinden zich twee of vier nectarklieren. De stamper bestaat uit een vruchtbeginsel, een korte of geen stijl en een kegelvormige, tweelobbige stempel.
De vrucht is een zittende, meestal rechte en lijnvormige peul met afgeplatte, ronde, halfronde of ovale, smal gevleugelde of ongevleugelde zaden

## Taxonomie
Het geslacht telt een vijftigtal soorten. De typesoort is Matthiola incana.
Dit is een beperkte soortenlijst:
- Matthiola incana (L.) W.T.Aiton (Zomerviolier)
- Matthiola longipetala (Vent.) DC.
- Matthiola maderensis Lowe
- Matthiola sinuata (L.) R.Br. (Strandviolier)

## Verspreiding en habitat
Het geslacht komt van nature voor in Europa, Azië, Afrika en de eilanden van Macaronesië. Het is door de mens geïntroduceerd in Noord-Amerika en Australië. 
... · 
M. incana (Zomerviolier) · 
M. longipetala · 
M. maderensis · 
M. sinuata (Strandviolier) · 
...
... · 
Alliaria · 
Alyssum (Schildzaad) · 
Arabidopsis · 
Arabis (Scheefkelk) · 
Armoracia · 
Aubrieta · 
Barbarea (Barbarakruid) · 
Berteroa · 
Brassica (Kool) · 
Braya · 
Bunias (Hardvrucht) · 
Cakile · 
Calepina · 
Camelina · 
Capsella (Herderstasje) · 
Cardamine (Veldkers) · 
Cochlearia (Lepelblad) · 
Coincya · 
Conringia · 
Coronopus (Varkenskers) · 
Crambe (Bolletjeskool) · 
Descurainia · 
Diplotaxis (Zandkool) · 
Draba · 
Erophila · 
Eruca · 
Erucastrum · 
Eutrema  · 
Erysimum (Steenraket) · 
Heliophila · 
Hesperis · 
Hirschfeldia · 
Hormathophilla · 
Hornungia · 
Iberis (Scheefbloem) · 
Isatis · 
Lepidium (Kruidkers) · 
Lobularia · 
Lunaria (Judaspenning) · 
Malcolmia · 
Matthiola · 
Neslia · 
Physaria · 
Pringlea · 
Ptilotrichum · 
Raphanus (Radijs) · 
Rapistrum · 
Rorippa (Waterkers) · 
Schouwia · 
Selenia · 
Sinapidendron · 
Sinapis · 
Sisymbrium (Raket) · 
Subularia · 
Teesdalia · 
Thlaspi (Boerenkers) · 
...